# Internationaal gedeelde stad
Een internationaal gedeelde stad is een stedelijk gebied dat omwille van het beslechten van internationaal betwiste territoria in soevereiniteit of controle is gedeeld door twee of meerdere heersers of staten. Bekende voorbeelden van internationaal gedeelde steden waren of zijn: Maastricht (1284-1795), Deshima (1641-1854), Shanghai (1845-1941), Tanger (1905-1956), Danzig (1919-1939) en Triëst (1947-1954).

## Ydit Méir
Historicus Ydit Méir heeft in 1961 in 'Internationalised Territories from the Free City of Cracow to the Free City of Berlin', als principe bij zijn onderzoek naar de ontwikkeling van geïnternationaliseerde gebieden en de werkbaarheid daarvan als leidende principe het volgende gesteld:
‘Internationalised Territories are-
a. populated areas established for an unlimited duration as special State entities in which supreme sovereignty is vested in (or de facto exercised by) a group of States or in the international community,
b. the local element in these territories is restricted in its sovereign powers by the provisions of an International Statute (Charter, Constitution etc.) imposed upon it by the Powers holding supreme sovereignty over the territory.’
Om recentelijk onderzoek naar internationaal gedeelde steden mogelijk te maken heeft historicus Laurens van Dam de principes van Méir verder uitgewerkt:
'Het primaire principe van een internationaal gedeelde stad is dat het territorium bestuurd wordt door meer dan één soevereine staat of door een internationale organisatie die een verbond van soevereine staten vertegenwoordigd. Voorbeelden van internationale organisaties waarin meerdere soevereine staten werden/worden vertegenwoordigd zijn de Volkerenbond en de Verenigde Naties (VN). Het betekent dus niet dat de stad zelf soeverein is, noch dat de stad losgemaakt zou moeten worden van een soevereine staat waarmee deze verbonden was. De soevereine staten die de stad besturen blijven soeverein over hun eigen (ongedeelde) territorium en hoeven niet noodzakelijkerwijs de soevereiniteit te verkrijgen over de internationaal gedeelde stad. De oorspronkelijke soevereiniteitshouder blijft in dat geval (in naam) nog steeds de soeverein over de internationaal gedeelde stad. Het is echter wel mogelijk dat twee of meer soevereine staten de soevereiniteit over een stad delen. In dat geval moet gesproken worden van een condominium.
Het secundaire principe van een internationaal gedeelde stad is dat er een bestuurslichaam moet zijn waarin de soevereine staten, die de stad (gezamenlijk) besturen, worden vertegenwoordigd. Dit bestuurslichaam kan rechtens of namens de soevereine staten die het bestuursrecht over het stedelijk territorium uitoefenen zich laten gelden als de hoogste feitelijke macht over de burgers van de stad. Rechtsgeleerde Hugo de Groot stelt dat de hoogste macht over een volk toevertrouwd kan worden aan één of meerdere personen aan wiens autoriteit niet wordt getwijfeld. In het geval van de internationaal gedeelde stad wordt de hoogste macht niet uitgeoefend namens één of meerdere personen maar namens één of meerdere soevereine staten. Zoals Hugo de Groot al veelvuldig deed worden hiermee de soevereine staten als individuele rechtspersonen beschouwd en neergezet. 
Tertiair is het principe dat het stedelijk gebied waar het hoogste gezag door meer dan één soevereine staat wordt uitgeoefend niet militair bezet is door een alliantie tijdens een oorlog tussen staten die het gebied betwisten of met de staat aan wiens gezag het stedelijk gebied vóór de militaire bezetting was toevertrouwd. De Internationaal gedeelde stad wordt in deze thesis beschouwd en beoordeeld als een bestuurlijke entiteit en niet als een militair bezet gebied. Militair bezette steden zoals Berlijn en Wenen na de Tweede Wereldoorlog (1939-1945) kunnen vanwege het temporaire en eenzijdige karakter niet worden beschouwd als internationaal gedeelde steden.'

## Carsten Stahn
De Duitse wetenschapper Carsten Stahn heeft in zijn boek, 'The Law and Practice of International Territorial Administration', drie mogelijke redenen waarom gekozen werd en kan worden voor internationalisering van een gebied: 1, ter oplossing van een statusvraagstuk van een territorium, 2, ter isolering van een territorium van verdergaande disputen tussen de elkaar betwistende staten en 3, ter facilitering van een overdracht van een territorium van staat naar staat. Verder heeft Stahn opgemerkt dat in de hedendaagse literatuur nog te veel de misvatting bestaat dat een internationaal gedeeld gebied gezien moet worden als een moderne inventie, iets van de afgelopen eeuw.  Zo bestond de internationaal gedeelde stad in de vorm van een condominium (tweeherigheid) reeds in de middeleeuwen. 

## Varianten van internationaal gedeelde steden
In de loop van de tijd heeft het fenomeen van internationaal gedeelde stad zich ontwikkeld in drie varianten:
1. condominium
2. territoriale gebiedsafstand zonder soevereiniteitsafstand
3. mandaat- en truststeden[4]